# Zhangdian
För andra betydelser, se Zhangdian (olika betydelser).
Zhangdian, även romaniserat Changtien, är ett stadsdistrikt och säte för stadsfullmäktige i Zibo i Shandong-provinsen i norra Kina.
Zhangdian var tidigare en köping som ombildades till stad 1949 och följande år slogs samman med Zhoucun för att bilda staden Zhangzhou (kinesiska: 张周市?, pinyin: Zhāngzhōu shì). 1955 upplöstes staden och uppgick i Zibo.

## Källa
1. ↑  ”worldpostmarks.net”. Arkiverad från originalet den 2 januari 2015. https://web.archive.org/web/20150102101710/http://worldpostmarks.net/HTML%20Countries/china.htm. Läst 22 juli 2015.
2. ↑  Xia Zhengnong, Cihai (Shanghai: Shanghai cishu chubanshe, 1993), ss. 1090, 1222.